# Dienststelle Schmelt
Die Dienststelle Schmelt – auch Organisation Schmelt genannt – organisierte zwischen dem 15. Oktober 1940 und Mitte 1943 den Zwangsarbeitereinsatz von Juden in Oberschlesien und im Sudetenland. Der „Sonderbeauftragte des Reichsführers SS für fremdvölkischen Arbeitseinsatz in Oberschlesien“, SS-Brigadeführer Albrecht Schmelt, errichtete ein Netz von bis zu 177 Lagern und verfügte zeitweilig über 50.000 Arbeitskräfte.

## Struktur
Die Dienststelle Schmelt wurde auf Anordnung Heinrich Himmlers am 15. Oktober 1940 eingerichtet „zur Erfassung und Lenkung des fremdvölkischen Arbeitseinsatzes in Ostoberschlesien“, wobei sich der Zuständigkeitsbereich bald auch auf Niederschlesien und Teile des Sudetengaus erstreckte. Stellvertreter von Albrecht Schmelt war seit Sommer 1941 SS-Sturmbannführer Heinrich Lindner. Sitz der Dienststelle, die anfangs aus acht, bald schon aus vierzig Mitarbeitern bestand, wurde Sosnowitz (eigentlich poln.: Sosnowiec). Dort befand sich auch das Büro des „Zentralen Ältestenrates der Juden“ mit Moshe Merin an der Spitze. Dieser wurde zum ausführenden Organ für den Arbeitseinsatz und musste die vorgegebene Anzahl jüdischer Männer und Frauen rekrutieren. Dazu stellte Schmelt dem Judenrat volksdeutsche Hilfs- und Schutzpolizisten zur Verfügung und ließ zusätzlich einen jüdischen Ordnungsdienst aufstellen.

## Geschichte

### Lager und Einsatz
Als das SS-Wirtschaftsgebiet um Auschwitz „freigemacht“ wurde, deportierte die Lager-SS die ansässigen Polen; die Dienststelle Schmelt wurde mit der Deportation der jüdischen Bevölkerung beauftragt.
Im Herbst 1941 hatte die Dienststelle Schmelt rund 17.000 jüdische Zwangsarbeiter in Lagern untergebracht; die Hälfte von ihnen lebten in Lagern entlang der geplanten Reichsautobahn Berlin–Breslau–Krakau. Andere Lager entstanden unmittelbar bei Industrieunternehmen wie in Blechhammer oder Freudenthal, die später als Außenlager von Auschwitz fortgeführt wurden. Besonders die I.G. Farben waren Nutznießer der Zwangsarbeit. Seit Juni 1942 waren neben den Häftlingen aus Auschwitz auch 600 „Schmelt-Juden“ beim Aufbau der Buna-Werke tätig. Sie wohnten in einem eigenen Barackenlager und trugen gelbgestreifte Drillichanzüge.
Die Lager waren meist klein und mit Stacheldraht umzäunt. Die dort untergebrachten 100 bis 400 Juden wurden von SS und Ordnungspolizei bewacht. Innerhalb des Lagers gab es – vergleichbar mit den Konzentrationslagern – eine häftlingsinterne Selbstverwaltung mit den hier so genannten Judenältesten, Lagerordnern und Kolonnen-Ältesten. Je nach Bedarf wurden die Zwangsarbeiter in andere Lager überführt. Vom Arbeitslohn, den die Unternehmen zahlten, behielt die Dienststelle Schmelt einen erheblichen Teil, ein anderer wurde für Unterkunft und Verpflegung abgezogen, so dass nur Pfennigbeträge verblieben.
Außer diesen Lagern bei Baustellen und Industrieunternehmen setzte die Dienststelle zahlreiche Juden zur Zwangsarbeit in Wehrmachtsfertigungsstätten ein. Diese kriegswichtigen – oft privatwirtschaftlich organisierten – Betriebe zur Herstellung von Wehrmachtsstiefeln, Tornistern, Uniformteilen usw. beschäftigten im Jahr 1941 rund 20.000 „Schmelt-Juden“. Die meisten dieser Betriebe siedelten sich um Städte wie Sosnowitz, Bendzin, Warthenau und Krenau an; die eingesetzten Zwangsarbeiter wohnten am Ort bei ihren Familien. Diese Zwangsarbeiter erhielten zwar Lohn ausgezahlt, mussten jedoch 30 Prozent an die „Aufbaukasse der Dienststelle Schmelt“ abführen. Das Geld wurde für Ansiedlungsprojekte von Volksdeutschen und die „Familienfürsorge der SS“ verwendet.

### Zwangsarbeit und Vernichtung
Während im übrigen Teil des deutsch besetzten Polens die Juden ab Dezember 1941 in Kulmhof und später in weiteren Vernichtungslagern systematisch ermordet wurden, blieben die für die Rüstungsproduktion wichtigen Zwangsarbeiter Oberschlesiens zunächst verschont. Träger dieser an kriegswirtschaftlichen Bedürfnissen orientierten „Judenpolitik“ war die Dienststelle Schmelt, die im Frühjahr 1942 über rund 40.000 Zwangsarbeiter verfügte und einige von ihnen zu Facharbeitern ausbilden ließ. Richard Korherr, Statistiker beim Reichsführer SS, gibt für Januar 1943 die Zahl von 50.570 Arbeitern an, die der Dienststelle Schmelt unterstellt waren. Dies entsprach einem Drittel aller reichsweit eingesetzten jüdischen Zwangsarbeiter. 

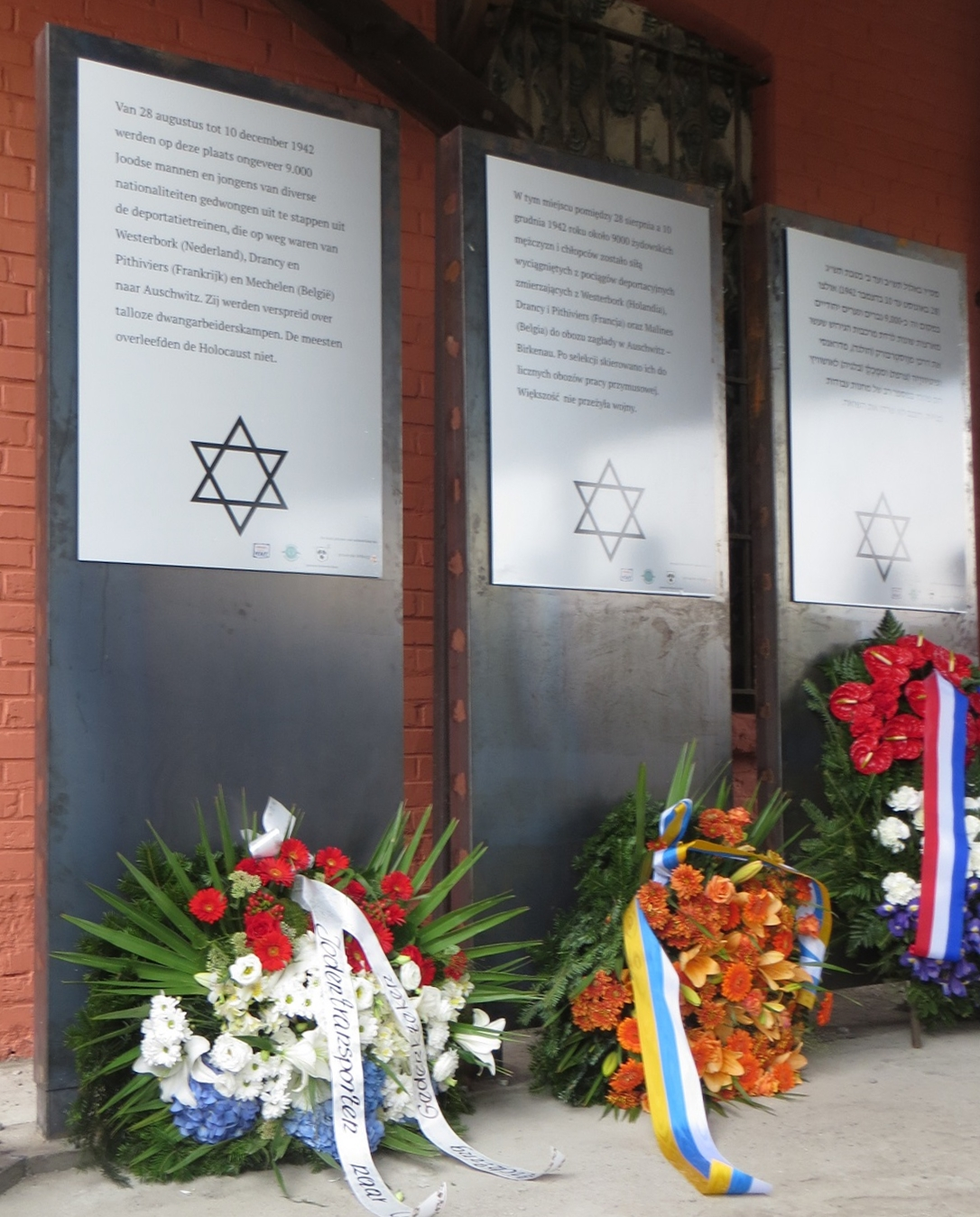
Denkmal in Kosel

Wegen unzureichender Kleidung und mangelhafter Ernährung bei zwölfstündiger, schwerer Arbeit sank die Anzahl der arbeitsfähigen jüdischen Zwangsarbeiter. Ab Ende 1941 kam es in einigen Lagern zu Selektionen; die „ausgemusterten“ Juden wurden im KZ Auschwitz I (Stammlager) ermordet. Damit wurde das im Sommer 1942 im KZ Auschwitz-Birkenau eingeführte Selektionsverfahren vorweggenommen. Im August 1942 wurden rund 11.000 Juden aus Sosnowitz und Bendzin, die für die Arbeit in kriegswichtigen Betrieben zu erschöpft waren, nach Auschwitz-Birkenau abtransportiert; insgesamt fielen zwischen Mai und August 1942 fast 35.000 oberschlesische Juden aus den Schmelt-Lagern den Mordaktionen zum Opfer. Zwischen dem 26. August und dem 9. November 1942 ließ Schmelt mit Erlaubnis Himmlers mehrere Deportationszüge aus Westeuropa in Kosel halten, um dort insgesamt 8.000 bis 10.000 kräftige Juden als Zwangsarbeiter zu rekrutieren. Alte Leute und Frauen mit Kindern wurden nach Auschwitz weitertransportiert und viele von ihnen dort sofort ermordet.
Nach dem niedergeschlagenen Aufstand im Warschauer Ghetto befahl Himmler am 21. Mai 1943, alle Juden „nach dem Osten“ abzuschieben. Im August 1943 wurden mehr als 30.000 Juden aus Sosnowitz und Bendzin ins KZ Auschwitz-Birkenau deportiert und dort 24.000 von ihnen sofort umgebracht.

### Auflösung
Im September verlegte Schmelt seinen Dienstsitz nach Annaberg. Es ist unklar, welche Lager ihm noch unterstanden und wie viele polnische Zwangsarbeiter er anstelle der Juden einsetzte. Die meisten Lager wurden aufgelöst oder zwischen September 1943 und Juli 1944 der Aufsicht des WVHA unterstellt. 28 Arbeitslager wurden vom KZ Groß-Rosen übernommen, 15 vom KZ Auschwitz-Birkenau und fünf wurden zu Außenlagern des Stammlagers.
Albrecht Schmelt wurde im März 1944 vom Amt des Regierungspräsidenten Oppeln beurlaubt und musste sich Ende 1944 wegen Bereicherung im Amt vor einem SS-Gericht verantworten. Näheres dazu ist nicht bekannt.

## Historische Einordnung
Die Dienststelle Schmelt (vielfach auch als „Organisation Schmelt“ bezeichnet) wird trotz ihrer Bedeutung für die Vernichtungspolitik in historischen Darstellungen nur am Rande erwähnt. Alle Unterlagen der Dienststelle sind vernichtet worden. Sybille Steinbacher konnte einiges rekonstruieren, indem sie die verstreute Empfängerkorrespondenz sichtete.
Mit den Lagern der „Organisation Schmelt“ beutete die SS zu einem sehr frühen Zeitpunkt die Arbeitskraft polnischer Juden aus und entwickelte und erprobte dabei Formen, die im späteren KZ-Außenlagersystem Anwendung fanden.
Mit der von ihm geschaffenen Dienststelle Schmelt gelang es Himmler, die Ökonomisierung der Häftlingsarbeit in großem Stil zu installieren und die wirtschaftliche Verselbständigung der SS voranzutreiben. Schmelt schuf Arbeitsbedingungen, die später vom Wirtschafts- und Verwaltungshauptamt (WVHA) übernommen wurden: So ließ sich schon Schmelt die Arbeitsleistung durch Kollektivvertrag pro Facharbeiter täglich mit 6 RM bezahlen; für Hilfsarbeiter verlangte er 4,50 RM bei einem zwölfstündigen Arbeitstag. Schmelt ließ in seinen Lagern Selektionen durchführen und schickte ab Februar 1942 arbeitsunfähige Juden zur Vernichtung nach Auschwitz.
Die Historikerin Aleksandra Namyslo stellt zusammenfassend fest, eine allgemeine Beschäftigung, die vergleichsweise spät erfolgte Ghettoisierung und – als Folge davon – eine niedrige Sterberate und das Ausbleiben von Hungertoten seien „Begleiterscheinungen“ von Schmelts Politik. Sie gründete nicht auf humanitären Einstellungen, sondern aus dem Bestreben, mit riesigen Gewinnen die jüdische Arbeitskraft auszubeuten, und dieses auch noch zu den Zeiten, als in anderen Gebieten der planmäßige Massenmord durchgeführt wurde.
Sybille Steinbacher kommt zum Urteil, dass „die systematische Zwangsarbeit eine Etappe zum Mordprozess war, diesen verzögerte, jedoch nicht verhinderte, sondern vielmehr einen gleitenden Übergang in den Massenmord bahnte.“ Im Interessenkonflikt zwischen den an wirtschaftlichen Nahzielen orientierten Instanzen und den auf die systematische Ermordung ausgerichteten Behörden ging es im Kern einzig um die Frage, zu welchem Zeitpunkt auch die „Arbeitsjuden“ deportiert und ermordet werden sollten.